# Bukovica (miasto Kraljevo)
Bukovica (cyr. Буковица) – wieś w Serbii, w okręgu raskim, w mieście Kraljevo. W 2011 roku liczyła 540 mieszkańców.